# 二林仁和宮
23°53′57″N 120°22′05″E / 23.899201°N 120.367952°E
二林仁和宮，是位於臺灣彰化縣二林鎮西平里的媽祖廟，列為縣定古蹟，亦是臺灣農民運動二林事件發生地之一。

## 建物沿革

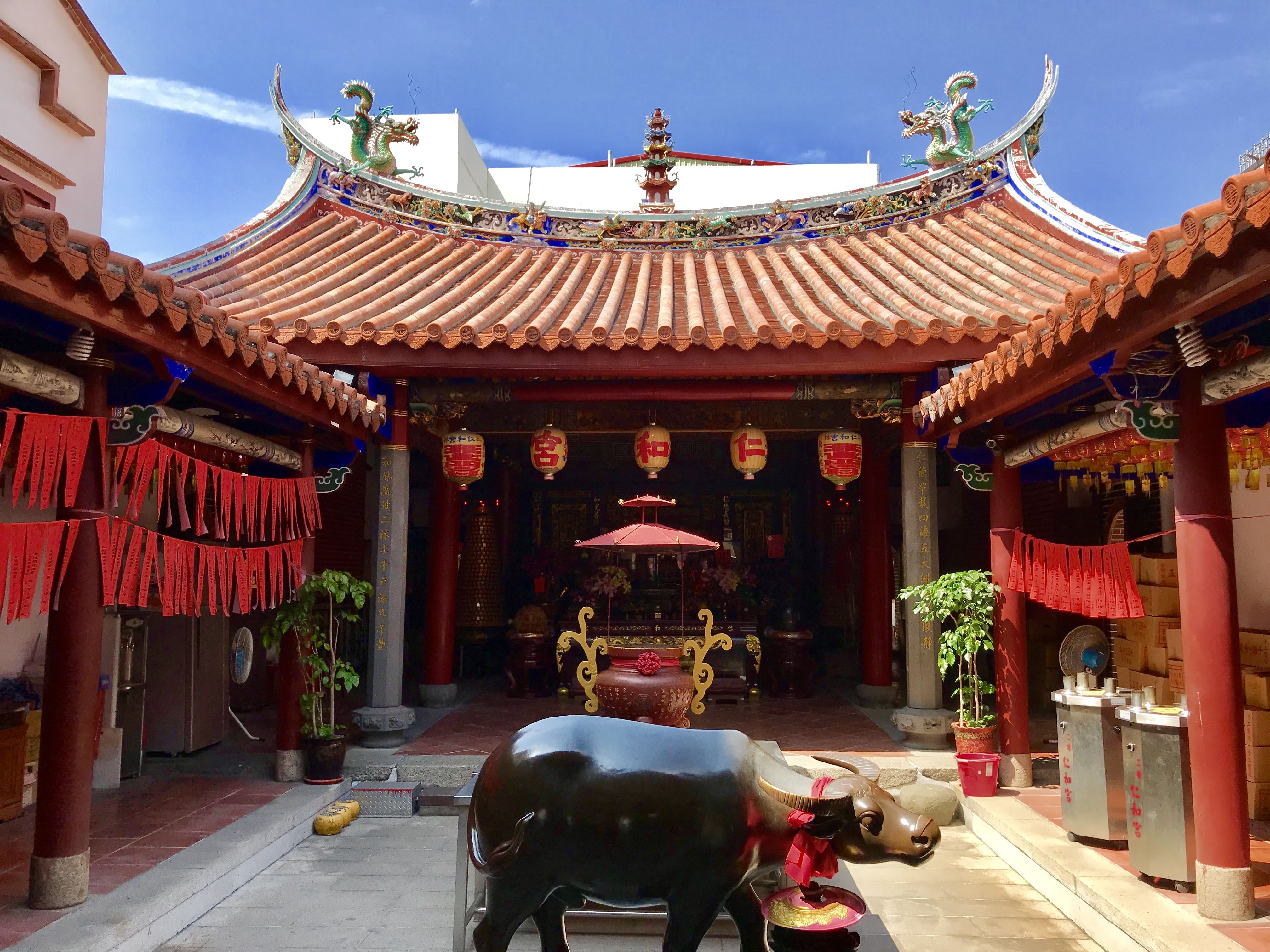
二林仁和宮正殿

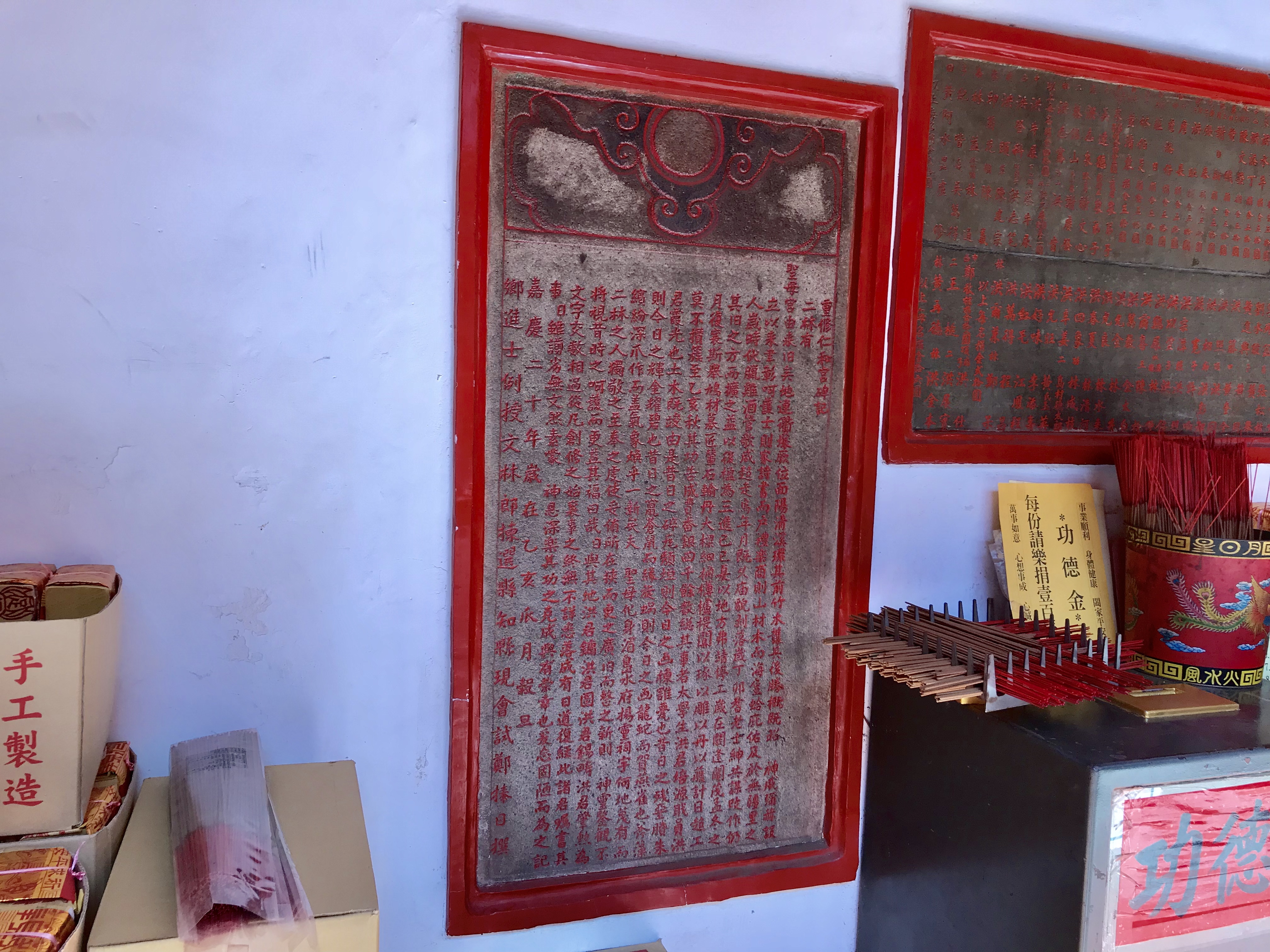
重修仁和宮碑

由於欠缺考據資料，此媽祖廟創建於何時，地方文史工作者見解不一：如康熙六十年（1721年）、乾隆初年、乾隆年間。廟中現存年代最早的碑文記載著嘉慶十二年（1807年）因廟貌剝落，地方耆老士紳倡議擴建。
第一次重修於嘉慶二十年（1815年），二度重修於1925年並於當年6月完工，三度重修於1961年。
因年久失修，仁和宮前殿、後殿多處破損嚴重，在鎮公所及管理委員會爭取下，文獻會等單位撥下新台幣六千萬元，原預定1999年9月發包翻修，卻恰好遇到九二一地震，造成多處樑柱毀損嚴、多尊百年歷史的陶土裝飾品斷裂，前殿、後殿多處屋脊崩塌。同年10月8日，彰化縣政府民政課禮俗文獻課勘查後表示，目前災區的重建優先，原預定的六千萬元廟宇翻修費用將先凍結，除非有立即危險如樑柱等會先行搶修。
1999年嘉義地震，又造成時不少壁磚大量脫落，壁上裂痕加大。次年2月，縣府公開上網招標發包，由慶霖營造公司以二千五百六十萬元得標。3月29日下午，縣府在仁和宮舉辦說明會，提出在儒林路設臨時行宮構想，結果被商家擔心影響儒林路一帶商家營業，到場表達遷移臨時行宮意見後，集體離席抵制修繕說明會。該年為廟宇第四度重修。
今廟址為二林鎮中正路58號，屬西平里。

## 文化資產
建築為三殿兩院式，大門兩旁有雕刻精巧的窗飾，三川殿為單簷歇山式，正殿與後殿皆屬單脊硬山式、天井兩側是捲棚式迴廊，兩側屋簷以斗拱使山牆伸出支撐。正殿上題匾「慈恩浩蕩」為嘉慶二十年（1815年）古物，此外文字楹聯、匾額，不少出自名人雅士手筆，如于右任、黃朝琴等。所祀神像同樣佛道兼容，後殿供奉觀音菩薩。
1985年，內政部指定為台閩地區三級古蹟。

## 二林事件
1925年9月，二林蔗農組合在此廟廣場舉行農民大會，提出收割前公布甘蔗收購價格等條件。2004年教育部同意將此事件列入歷史教材後，次年10月22日，地方豎立二林蔗農事件紀念碑，由此廟開始接力護送，抵達抗爭發生地點——洪柑崙蔗埕，共500多人參加。

## 祭祀活動
每逢節慶及每月農曆初一、十五，仁和宮三個誦經團，都會誦持《龍華經》、《普門品》等。
廟方也有參加彰化縣媽祖聯合遶境祈福活動，2017年輪到主辦，在10月15日起駕，遶境芳苑普天宮、王功福海宮、鹿港台灣護聖宮、伸港福安宮、彰化南瑤宮、彰化玉皇宮、芬園寶藏寺、員林福寧宮、社頭枋橋頭天門宮、田中乾德宮、北斗奠安宮與埤頭合興宮，直到21日回到二林仁和宮。

## 外部連結
- 二林仁和宮的Facebook專頁
- 二林仁和宮——文化部文化資產局（页面存档备份，存于）